# 大東亜省
大東亜省（だいとうあしょう、旧字体：大東亞省、英語: Ministry of Greater East Asia）は、戦時中の1942年（昭和17年）から1945年（昭和20年）にかけて設置されていた日本の省庁。委任統治領、及び占領地域の統治を業務とした。

## 概説
大東亜省の設置構想は1942年（昭和17年）初頭に浮上したとされ、従来の日満支による「東亜共栄圏」に南方諸地域を加えたいわゆる「大東亜共栄圏」について、その占領地行政機構を一元化する目的で立案された。
1942年6月16日の行政簡素化実施要領において、時局に適応した行政各庁の組織簡素化が求められ、官吏削減を含む新官制案が各省庁で検討された。同年7月26日に行政簡素化実施案を閣議決定、各省庁等における簡素化案は9月に纏まり、これらをもとに内閣や各省庁等の官吏削減とそれに伴う省務の調整、改組が進められた。こうした行政改編中に、9月15日、『大東亜省設置案』と外務省行政簡素化実施案等が一括決定された。この『大東亜省設置案』は、日本商工会議所等から広域経済圏の担当省庁設置が要望され、企画院を中心として既に検討されていた案のひとつであった。
大東亜省設置案に対して外務省は外交一元化の観点から猛烈に反発し、1942年9月1日の外務大臣東郷茂徳の辞任にまで至った。しかし同日の東條内閣による「大東亜省設置要綱」の閣議決定を経て、同年11月1日までに対満事務局、興亜院、拓務省、外務省の東亜局及び南洋局の各組織を廃止して一元化し設立された（昭和17年11月1日勅令第707号「大東亜省官制」）。
大東亜省には総務局、満洲事務局、支那事務局及び南方事務局の四局が設置された。ちなみに専任の大東亜大臣は初代の青木一男のみでありその後は外務大臣が兼務したものの、青木の在任期間は後の四代の合計よりはるかに長い。
敗戦後の1945年（昭和20年）8月26日に大東亜省廃止ニ伴フ外務部内臨時職員設置制中改正等ノ件（昭和20年勅令第491号）により、大東亜省は即日廃止された。これに伴って同日、外務省に管理局が設置された。

## 大東亜大臣一覧
- 辞令のある再任は代として数え、辞令のない留任は数えない。
- 臨時代理は欠缺の場合のみ記載し、海外出張等の一時不在代理は記載しない。

| 代                               | 肖像                   | 氏名                   | 内閣                   | 在任期間                    |
| 大東亜大臣（大東亜省）           | 大東亜大臣（大東亜省） | 大東亜大臣（大東亜省） | 大東亜大臣（大東亜省） | 大東亜大臣（大東亜省）      |
| -------------------------------- | ---------------------- | ---------------------- | ---------------------- | --------------------------- |
| 1                                |                        | 青木一男               | 東條内閣               | 1942年11月1日-1944年7月22日 |
| 大東亜大臣（大東亜省）・外務大臣 |                        |                        |                        |                             |
| 2                                |                        | 重光葵                 | 小磯内閣               | 1944年7月22日-1945年4月7日  |
| 3                                |                        | 鈴木貫太郎             | 鈴木（貫）内閣         | 1945年4月7日-1945年4月9日   |
| 4                                |                        | 東郷茂徳               | 鈴木（貫）内閣         | 1945年4月9日-1945年8月17日  |
| 5                                |                        | 重光葵                 | 東久邇宮内閣           | 1945年8月17日-1945年8月25日 |

### 設置当初の幹部人事
※カッコ内は前職
- 大東亜次官：山本熊一
- 顧問：安岡正篤
  - 大臣官房文書課長：川本邦雄（拓務省官房課長）
  - 大臣官房人事課長：山中徳二（拓務省官房課長）
  - 大臣官房会計課長：草山親義（興亜院官房書記官）
  - 大臣官房電信課長：結城司郎次（外務省通商局第3課長）
  - 参事官：松村䏋  （興亜院文化部長）
  - 参事官：三浦七郎（興亜院技術部長）
  - 参事官：森重干夫（拓務省拓南局長）
  - 参事官：中野勝次（拓務省管理局長）
  - 参事官：岡崎嘉平太（華興商業銀行理事）
  - 参事官：杉原荒太

#### 内部部局
- 総務局長:竹内新平（対満事務局次長）→杉原荒太
  - 総務課長：杉原荒太（外務省調査部第1課長）　
  - 経済課長：愛知揆一（大蔵省外事課長）　　　　　　
  - 調査課長：塩見友之助
  - 錬成課長：島津久大　　
  - 考査課長：
- 満洲事務局長:今吉敏雄（拓務省拓北局長）
- 支那事務局長:宇佐美珍彦（興亜院部長）
- 南方事務局長:水野伊太郎（外務省南洋局長）
- 交易局:山本茂

## 北京駐在公使
| 代 | 氏名     | 任命             | 免職             | 前職               | 備考 |
| -- | -------- | ---------------- | ---------------- | ------------------ | ---- |
| 1  | 塩沢清宣 | 昭和17年11月1日  | 昭和19年10月14日 | 陸軍少将・陸士26期 |      |
| 2  | 楠本実隆 | 昭和19年10月14日 |                  | 陸軍中将・陸士24期 |      |

## 張家口駐在公使
| 代 | 氏名     | 任命            | 免職            | 前職               | 備考 |
| -- | -------- | --------------- | --------------- | ------------------ | ---- |
| 1  | 岩崎民男 | 昭和17年11月1日 | 昭和19年7月14日 | 陸軍少将・陸士27期 |      |
| 2  | 楠本実隆 | 昭和19年8月1日  |                 | 陸軍少将・陸士31期 |      |